# Azeta leucoma
Azeta leucoma là một loài bướm đêm trong họ Erebidae.